# 小花万次
小花 万次（おばな まんじ、嘉永5年7月11日（1852年8月25日） - 大正9年（1920年）3月10日）は、幕臣、海軍大学校教授。正五位勲三等。名は萬次郎。

## 経歴
旗本・小花作助の長男で牛込に生まれる。元服し、15歳で榎本武揚に従い北海道に渡り、箱館戦争に従軍。のち敗れて、慶應義塾に学び（『慶應義塾入社帳第1巻』329頁）、開拓局支配調役などを経て秋月種樹に従い渡英し、明治7年（1874年）に帰国。次いで兄弟に従い工部省鉱山局で鉱山学を学ぶ。明治12年（1879年）海軍兵学校教官（勅任）。明治31年（1898年）海軍大学校教授。明治38年（1905年）辞任。

## 栄典
- 1906年（明治39年）4月1日 - 勲三等瑞宝章、明治三十七八年従軍記章[1]

## 親族
- 弟（三男）：小花冬吉（秋田鉱山専門学校初代校長）
- 弟（四男）：小花春吉（山口農学校校長）
- 弟（五男）：小花三吾（海軍少将）